# دزد ناشی
دزد ناشی (به هندی: Chor Machaaye Shor) فیلمی محصول سال ۲۰۰۲ و به کارگردانی دیوید داوان است. در این فیلم بازیگرانی همچون بابی دئول، شیلپا شتی، بیپاشا باسو، پارش راوال، اوم پوری، اشیش ویدیارتی، راجپال یاداو ایفای نقش کرده‌اند.